# Ibaiti
Ibaiti là một đô thị thuộc bang Paraná, Brasil. Đô thị này có diện tích 896,846 km², dân số năm 2007 là 29185 người, mật độ 29,8 người/km².